# Renggpass
Der Renggpass ist ein Saumpass an der Grenze der Schweizer Kantone Nidwalden und Obwalden.
Der Pass über die Rengg verbindet Hergiswil mit Alpnachstad. Er liegt zwischen dem Pilatus und seinem östlichen Ausläufer Lopper auf 885 m ü. M. und damit 452 Meter über dem Vierwaldstättersee respektive Alpnachersee. Der Renggpass wird im Inventar historischer Verkehrswege der Schweiz als von nationaler Bedeutung eingestuft.
Der Pass wurde schon von den Römern begangen. Vor dem Bau der Strasse entlang des Loppers, die im Jahr 1861 eingeweiht wurde, war der vielbegangene Saumpfad die einzige Landverbindung von Luzern und dem nidwaldischen Hergiswil nach Obwalden sowie zum Brünigpass. Aber erst durch den Bau der Brünigbahn verlor er seine Bedeutung als Verkehrsweg.

Blick vom Pass auf den Alpnachersee von Anton Winterlin und Sigismond Himely (ca. Mitte des 19. Jahrhunderts)

Der Renggpass hatte strategische Bedeutung und wurde im Mittelalter mit einer 250 Meter langen Letzi- und Brustwehrmauer befestigt. Die französischen Invasionstruppen zogen 1798 unter General Schauenburg über den Pass, um den Widerstand der Nidwaldner zu brechen. Im Stecklikrieg fand dort im August 1802 ein Gefecht der aufständischen Nidwaldner gegen die Regierungstruppen der helvetischen Zentralregierung statt.
Um eine Umgehung der Lopperstrasse über den Fusspfad des Renggpasses zu verhindern, wurde während des Zweiten Weltkriegs die Sperrstelle Renggpass eingerichtet.